# 2007년 중국 수출 제품 리콜
2007년 중국 수출 제품 리콜에 대한 내용이다.
2007년에 미국, 캐나다, 서유럽, 오스트레일리아, 뉴질랜드의 제품 안전 기관은 중국 본토에서 제조 및 수출된 제품에 대해 일련의 제품 리콜 및 수입 금지 조치를 취했다. 수많은 소비자 안전 문제가 제기되었기 때문이다. 한 해 동안 발생한 많은 제품 리콜로 인해 컨슈머 리포트(Consumer Reports) 및 기타 관찰자들은 2007년을 "리콜의 해"라고 불렀다.
신뢰 위기 상황에는 애완동물 사료, 장난감, 치약, 립스틱과 같은 소비재에 대한 리콜과 특정 유형의 해산물 금지가 포함되었다. 또한 2008년 미국과 유럽 시장에 진출할 예정인 중국 자동차의 열악한 충돌 안전에 대한 보고서도 포함되었다. 이는 세계 경제에서 중국 본토 제조 제품의 안전과 품질에 대한 신뢰에 부정적인 결과를 가져왔다.

## 같이 보기
- 중국강제인증제도
- 2008년 중국산 유제품 멜라민 오염사건